# Rue Pierre-Loti
La rue Pierre-Loti (en occitan : carrièra Pierre Loti) est une voie de Toulouse, chef-lieu de la région Occitanie, dans le Midi de la France.

## Situation et accès

### Description
La rue Pierre-Loti est une voie publique. Elle se trouve dans le quartier de Bonhoure.
La chaussée compte une seule voie de circulation automobile à double-sens. Elle appartient, entre l'avenue Jean-Chaubet et la rue Raymond-Icart, à une zone 30, où la vitesse est limitée à 30 km/h, puis, jusqu'à la place Marius-Pinel, à une zone de rencontre, où la vitesse est limitée à 20 km/h. Il n'existe en revanche ni bande, ni piste cyclable, quoiqu'elle soit à double-sens cyclable sur toute sa longueur.

### Voies rencontrées
La rue Pierre-Loti rencontre les voies suivantes, du sud au nord (« g » indique que la rue se situe à gauche, « d » à droite) :
1. Avenue Jean-Chaubet
2. Rue Salgues (d)
3. Rue Raymond-Icart (g)
4. Rue Comère (d)
5. Place Marius-Pinel

## Odonymie
En 1872, la rue, qui n'est qu'une impasse, est désignée comme l'impasse de Balma – elle débouche en effet sur la route de Balma (actuelle avenue Jean-Chaubet). C'était aussi le nom d'une impasse voisine (actuelle rue Ferdinand-Bebel).
En 1936, le conseil municipal nomme la rue, prolongée depuis 1930 jusqu'à la place Marius-Pinel, en hommage à Pierre Loti (1850-1923). Officier de marine, il se consacre également à l'écriture et accède à la célébrité. Reçu à l'académie française, il a également été sélectionné à plusieurs reprises pour le prix Nobel de littérature. 

## Patrimoine et lieux d'intérêt

### Maisons
- no  7 : maison (premier quart du XXe siècle)[4].
- no  8 : maison (deuxième moitié du XXe siècle)[5].